# Lauren Mahon
Lauren Mahon (Londres, 1985) és una presentadora de televisió britànica, creadora de la comunitat en línia #GirlvsCancer. Després que l'agost de 2016 se li diagnostiqués un càncer de mama agressiu als 31 anys i comencés un tractament de quimioteràpia, radioteràpia i cirurgies, Mahon va començar a compartir la seva experiència al seu blog i a Instagram sota l'etiqueta #GIRLvsCANCER, i va encoratjar altres dones perquè compartissin les seves històries. Després de l'èxit de la iniciativa, es va formar una comunitat de suport per a dones joves amb càncer, i es va començar a recaptar fons per a organitzacions benèfiques oncològiques a través de la venda de marxandatge.
Mahon va confirmar que havia superat el càncer el maig de 2017, i ha seguit compartint les seves experiències sobre seqüeles causades pel tractament. A principis de 2018 va començar el podcast You, Me and the Big C a la BBC, juntament amb Rachel Bland (que tenia un càncer de mama, i que va morir el mateix any) i Deborah James (que tenia un càncer colorectal), guardonat amb el premi Millor podcast de l'any de TRIC l'any 2019. Mahon va rebre el premi Remarkable Women de la revista Stylist, i el 2019 fou inclosa dins de la llista de 100 dones més influents segons la BBC. El 2020 es va anunciar que Lime Pictures produiria una sèrie de televisió basada en una versió fictícia de la seva vida, amb guió de Furquan Akhtar.